# A Modern Magdalen
A Modern Magdalen er en amerikansk stumfilm fra 1915 af Will S. Davis.

## Medvirkende
- Cathrine Countis som Katinka Jenkins.
- Lionel Barrymore som Lindsay.
- William H. Tooker som Joe Mercer.
- Charles E. Graham.
- Marjorie Nelson som Olivia Jenkins.